# 부산지방국세청 정보화센터
부산지방국세청 정보화센터는 대한민국 국세청 부산지방국세청 소속기관으로 2007년 대구지방국세청과 2009년 광주지방국세청, 대전지방국세청에 이어 전국에서 4번째로 개소하였으며 70여명이 근무하고 있다. 부산광역시 연제구 연산9동 243-13에 위치해 있다.

## 주요 업무
- 신고서 입력 및 오류 정정 등 전산 입력 업무 통합 관리

## 같이 보기
- 서울지방국세청 정보화센터
- 광주지방국세청 정보화센터
- 대전지방국세청 정보화센터
- 대구지방국세청 정보화센터